# Вузьє (округ)
Округ Вузьє (фр. Arrondissement de Vouziers) — округ у Франції, в департаменті Арденни. 2023 року округ об'єднував 118 муніципалітетів, населення становило 21 322 особи.
Адміністративний центр (супрефектура) — Вузьє.

## Муніципалітети
Список муніципалітетів округу та їхні коди INSEE:
1. Аллан'Юї-е-Соссей (08006)
2. Апремон (08017)
3. Ардей-е-Монфоксель (08018)
4. Аррикур (08215)
5. Аттіньї (08025)
6. Балле (08045)
7. Бар-ле-Бюзансі (08049)
8. Бельваль-Буа-де-Дам (08059)
9. Бельвіль-е-Шатійон-сюр-Бар (08057)
10. Беонвіль (08052)
11. Берон-е-сес-анвірон (08116)
12. Беффю-е-ле-Мортомм (08056)
13. Бресі-Брієр (08082)
14. Брикне (08086)
15. Брієль-сюр-Бар (08085)
16. Буконвіль (08074)
17. Бульт-о-Буа (08075)
18. Бурк (08077)
19. Бюзансі (08089)
20. Ванді (08461)
21. Верпель (08470)
22. Верр'єр (08471)
23. Во-ан-Дьєле (08463)
24. Во-ле-Мурон (08464)
25. Во-Шампань (08462)
26. Вонк (08489)
27. Вузьє (08490)
28. Гінкур (08204)
29. Гранам (08197)
30. Гранпре (08198)
31. Гриві-Луазі (08200)
32. Дрикур (08147)
33. Екордаль (08151)
34. Ексермон (08161)
35. Жермон (08186)
36. Живрі (08193)
37. Жонваль (08238)
38. Імекур (08233)
39. Катр-Шам (08350)
40. Кії (08351)
41. Конде-лез-Отрі (08128)
42. Контрев (08130)
43. Корне (08131)
44. Коруа (08092)
45. Куломм-е-Маркені (08134)
46. Ла-Берльєр (08061)
47. Ла-Круа-о-Буа (08135)
48. Ла-Саботтері (08374)
49. Ламец (08244)
50. Ландр-е-Сен-Жорж (08246)
51. Лансон (08245)
52. Ле-Гранд-Армуаз (08019)
53. Ле-Петіт-Армуаз (08020)
54. Леффенкур (08250)
55. Лірі (08256)
56. Лонве (08259)
57. Манр (08271)
58. Марво-В'є (08280)
59. Марк (08274)
60. Маркіньї (08278)
61. Марс-су-Бурк (08279)
62. Машо (08264)
63. Мон-Сен-Мартен (08308)
64. Мон-Сен-Ремі (08309)
65. Монгон (08301)
66. Монтуа (08303)
67. Моншетен (08296)
68. Мурон (08310)
69. Невіль-Де (08321)
70. Нуар (08326)
71. Нуарваль (08325)
72. Овіне (08220)
73. Олізі-Прима (08333)
74. Ор (08031)
75. От (08033)
76. Отрі (08036)
77. Отрюш (08035)
78. Ош (08332)
79. Повр (08338)
80. Рії-сюр-Ен (08364)
81. Савіньї-сюр-Ен (08406)
82. Семід (08410)
83. Семюї (08411)
84. Сен-Жувен (08383)
85. Сен-Клеман-а-Арн (08378)
86. Сен-Ламберт-е-Мон-де-Же (08384)
87. Сен-Лу-Терріє (08387)
88. Сен-Морель (08392)
89. Сен-П'єрр-а-Арн (08393)
90. Сен-П'єррмон (08394)
91. Сент-Вобур (08398)
92. Сент-Етьєнн-а-Арн (08379)
93. Сент-Марі (08390)
94. Сенюк (08412)
95. Сешо (08407)
96. Сі (08434)
97. Совіль (08405)
98. Сольс-Шампенуаз (08401)
99. Соммот (08424)
100. Соммранс (08425)
101. Сюзанн (08433)
102. Сюньї (08431)
103. Таї (08437)
104. Танне (08439)
105. Тенорг (08446)
106. Тож (08453)
107. Турсель-Шомон (08455)
108. Туртерон (08458)
109. Фалез (08164)
110. Флевіль (08171)
111. Фоссе (08176)
112. Шальранж (08097)
113. Шампіньєль (08098)
114. Шарбонь (08103)
115. Шардені (08104)
116. Шатель-Шеері (08109)
117. Шев'єр (08120)
118. Шуффії-Рош (08123)